# 986
986 (CMLXXXVI) var ett normalår som började en fredag i den julianska kalendern.

## Händelser

### Mars
- 2 mars – Vid Lothars död efterträds han som kung av Västfrankiska riket av sin son Ludvig lättingen.

### Okänt datum
- Harald Blåtand dör och efterträds som kung av både Danmark och Norge av sin son Sven Tveskägg (detta eller föregående år). Makten över Norge innehas dock i verkligheten av den norske ladejarlen Håkon Sigurdsson.
- Khitanernas regerande änkekejsarinna Xiao Yanyan besegrar den kinesiska Songdynastins invasionsarmé.

## Födda
- Constance av Arles, drottning av Frankrike.
- Le Ngoa Trieu, kung av Vietnam.

## Avlidna
- 2 mars – Lothar, kung av Västfrankiska riket sedan 954
- Harald Blåtand, kung av Danmark sedan 958 och av Norge sedan 970 (död detta eller föregående år)